# Artidoro Cáceres Velásquez
Artidoro Cáceres Velásquez (Celendín, Cajamarca, el 17 de octubre de 1934) es un médico especializado en neuropsiquiatría y neuropsicología, profesor universitario y divulgador peruano. Se lo considera como el introductor de la disciplina de la neuropsicología en el Perú. Es miembro fundador del Grupo de Investigación Mundial de Dislexia de la Federación Mundial de Neurología y la Sociedad Latinoamericana de Neuropsicología. Fue también secretario general de la Federación Latinoamericana de Sociedades de Sexología y Educación Sexual. Ha hecho un trabajo de divulgación científica a través de publicaciones periódicas y programas televisivos.

## Biografía
Nació en Celendín, Cajamarca, Perú, el 17 de octubre de 1934. Su padre era médico y su madre comerciante. A los cinco años de edad se trasladó a la ciudad de Cajamarca, en donde realizó estudios de educación primaria y secundaria. En el último año escolar se trasladó a Lima para prepararse y postular a la Universidad Mayor de San Marcos optando por la carrera de Medicina. Se graduó de médico cirujano en 1961.
Viajó a Francia con el objetivo de especializarse en neuropsiquiatría y neuropsicología, estudios que realizó en la Universidad de París y en la Escuela de Altos Estudios La Sorbona. Trabajó en el Hospital de la Pitié-Salpêtrière y asistió al Hospital Psiquiátrico Sainte Anne. Fue nombrado profesor agregado a título extranjero, asistente a título extranjero en la Facultad de Medicina de París, y élève titulaire de la sección de ciencias económicas y sociales de la Escuela Práctica de Altos Estudios (La Sorbona). Se tituló con la tesis Developpement de L´epiphyse ou Glande Pineale Humaine (Desarrollo de la epífisis o glándula pineal humana).
Durante su estancia en Europa tomó contacto con escuelas e investigadores de la neuropsicología, como François Lhermitte, Henri Hecaen, MacDonald Critchley, Lluís Barraquer Bordas, Alexander Luria, René Angelergues entre otros. 
Tras visitar diferentes países europeos, regresó al Perú, donde trabajó en el entonces llamado Hospital Neurológico Santo Toribio de Mogrovejo (hoy Instituto de Ciencias Neurológicas Julio Óscar Trelles). Más tarde, fundó el Instituto de Neuropsicología y Patología del Lenguaje de la Sanidad de las Fuerzas Policiales del Perú y el Instituto Peruano de Neuropsicología en Lima. Es uno de los fundadores de la Universidad Peruana Cayetano Heredia y creador de las cátedras de neuropsicología en la Universidad Nacional Mayor de San Marcos, en la Universidad Peruana Cayetano Heredia, en la Universidad Inca Garcilaso de la Vega, en la Universidad Femenina del Sagrado Corazón y en la Universidad de Ciencias y Tecnología (hoy Ricardo Palma).
Es miembro de muchas sociedades científicas nacionales e internacionales; ha sido secretario general de la Federación Latinoamericana de Sociedades de Sexología y Educación Sexual, miembro fundador de la Sociedad Latinoamericana de Neuropsicología y del Grupo de Investigación Mundial de Dislexia de la Federación Mundial de Neurología y miembro titular de la Sociedad Peruana de Neurología.

## Introductor de la neuropsicología en el Perú
Introdujo la neuropsicología en el Perú, que fue a la vez el primer país de Latinoamérica donde empezó a desarrollarse.

## Contribuciones a la neuropsicología
Ha investigado diferentes áreas de la neuropsicología: lenguaje verbal y gráfico, neuropsicología de la sexualidad, del aprendizaje, de la creatividad y otras y ha publicando varios libros sobre estas materias. Su trabajo versa principalmente sobre la neuropsicología del lenguaje, con aplicaciones prácticas en las áreas de aprendizaje, de amor, de libertad y de espiritualidad. También ha analizado los fundamentos neuropsicológicos de la delincuencia, la agresividad y de la violencia, así como de la sexualidad. Ha propuesto la teoría P.A.C.O.R. (Potenciales o virtualidades, Aprendizaje, Capacidades, Oportunidades y Realización), teoría aplicable a todos los procesos mentales tanto normales como patológicos.

## Publicaciones
- 1966 - La Epyphisis ou Glande Pineal
- 1973 - Lenguaje y Audición. Normalidad y Patología
- 1973 - Tratado de la Patología del Lenguaje Verbal
- 1973 - Aspectos Patológicos del Lenguaje
- 1976 - Patología del lenguaje verbal expresivo
- 1983 - La afasia lenguaje patológico
- 1989 - Familia, Comunicación y Sociedad
- 1990 - Neuropsicología de la Sexualidad
- 1990 - Planificación Familiar: De la Psicología a la Sociología
- 1997 - Buscando el Sendero
- 1998 - Tonterías que se dicen del sexo (Tontudichos)
- 1999 - Acusaciones y Denuncias
- 2001 - Norbert Wiener: De la Cibernética al Humanismo
- 2002 - Manual de Sexología
- 2004 - Planificación Familiar
- 2007 - Del Psicoanálisis al Neuroanálisis
- 2009 - Política Criminal
- 2010 - Psicología de la Criminalidad
- 2011 - Sexualidad y Criminalidad
- 2012 - Tonterías que se dicen del sexo y de la sexualidad (Tontudichos)
- 2013 - Neuropsicológica – Temas neuropsicológicos
- 2017 - Síndrome Calígula. La Psicopatía y la Sociopatía generalizadas[6]